# Storkøbenhavn
Le Storkøbenhavn est la région historique de l'aire métropolitaine du Grand Copenhague qui se composait de la capitale Copenhague et de la ville voisine de Frederiksberg. 

## Historique
Le Storkøbenhavn est le centre urbain historique de l'agglomération de Copenhague autour duquel va s'agglomérer un ensemble de communes qui vont constituer après la réforme du plan Finger de 1947, l'embryon de la future communauté urbaine de Copenhague ou Grand-Copenhague (en danois : Storkøbenhavn ou Hovedstadsområdet). Cette dernière se compose en plus des municipalités de Copenhague et de Frederiksberg, de l'ancien comté de Copenhague, excepté les municipalités Høje-Taastrup, Ledøje-Smørum, en tout, et des 18 municipalités, et excepté des parties de Ballerup, de Greve (d'ancien comté de Roskilde), d'Ishøj, d'ancien Søllerød et de l'ancien Værløse, mentionnés avec (la partie de) leur population incluse de 2007. Ishøj et Greve sont inclus pour la première fois depuis 1999.
Selon Danmarks Statistik, depuis le 1er janvier 2007, le Grand-Copenhague comporte les municipalités (kommune) suivantes (la population est mentionnée seulement si une partie de la municipalité appartient au Grand-Copenhague) :
- Copenhague
- Frederiksberg
- Albertslund
- Ballerup - 38 699
- Brøndby
- Gentofte
- Gladsaxe
- Glostrup
- Greve Strand (la municipalité de Greve) - 40 626
- Herlev
- Hvidovre
- Ishøj Strand (la municipalité de Ishøj) - 18 947
- Lyngby-Taarbæk
- Rødovre
- Søllerød (presentement Rudersdal - 19 070
- Tårnby
- Vallensbæk
- Værløse (présentement Furesø) - 3 662